# Theuville-aux-Maillots
Theuville-aux-Maillots est une commune française située dans le département de la Seine-Maritime en région Normandie.
La commune fait partie de la Communauté d'agglomération de Fécamp Caux Littoral. 

## Géographie

### Localisation
Theuville-aux-Maillots est un village situé à la jonction des routes départementales 5 et 69, à 12,3 km de Fécamp et à 41,9 km de Dieppe à vol d'oiseau. Les grandes villes les plus proches de Theuville-aux-Maillots sont Le Havre (41 km) et Rouen (53,5 km).
Les communes limitrophes sont Thérouldeville, Gerponville, Bertreville, Angerville-la-Martel, Criquetot-le-Mauconduit, Sassetot-le-Mauconduit et Valmont.
| Angerville-la-Martel | Sassetot-le-Mauconduit, Criquetot-le-Mauconduit | Ouainville  |
| Thérouldeville       | Theuville-aux-Maillots                          | Bertreville |
|                      | Valmont                                         | Gerponville |

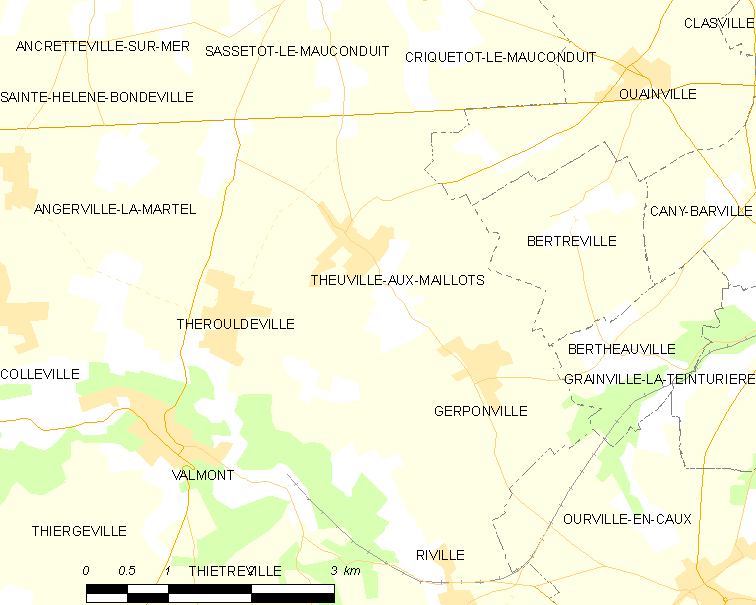
Carte de la commune.
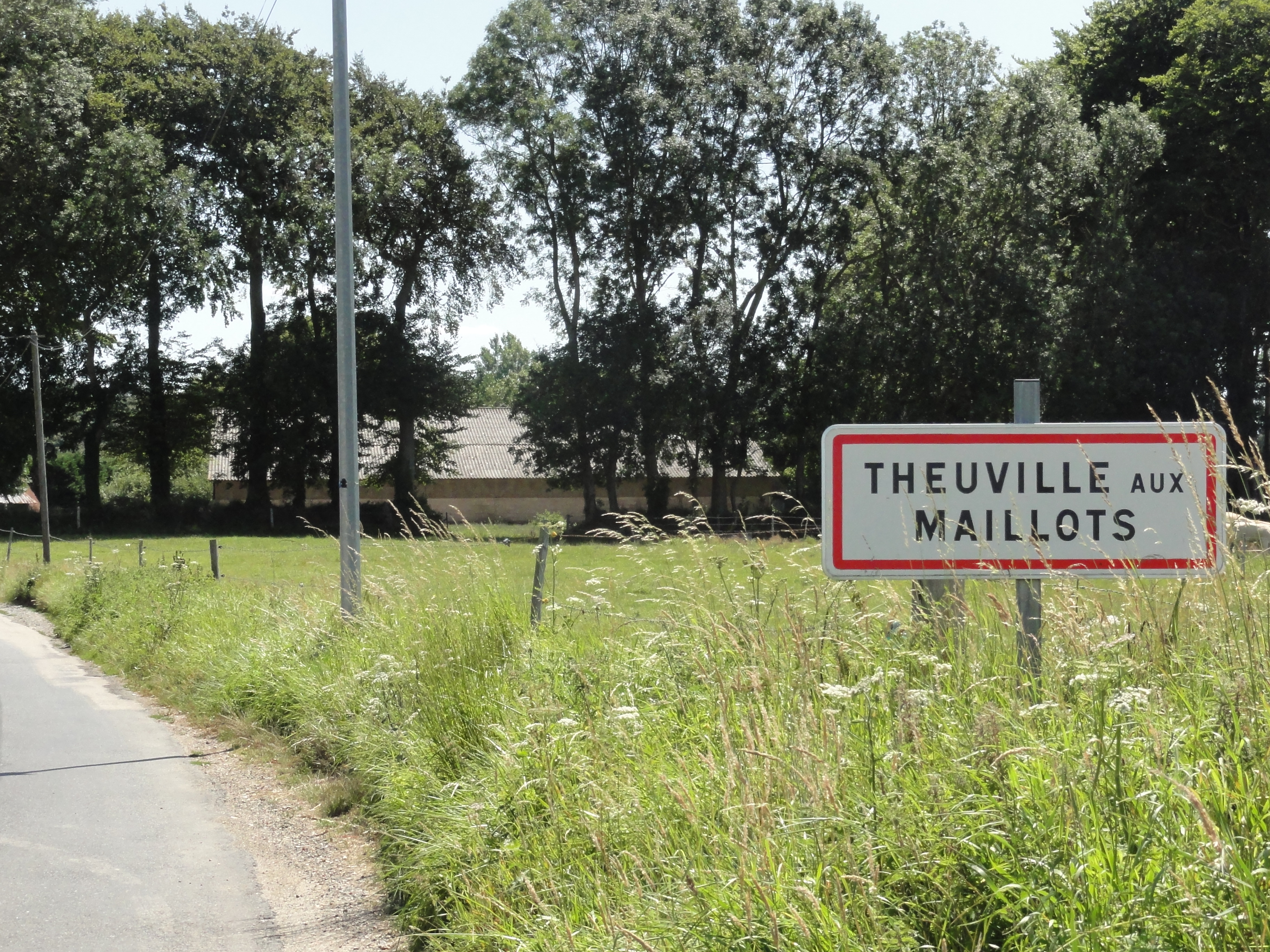
Entrée de Theuville.
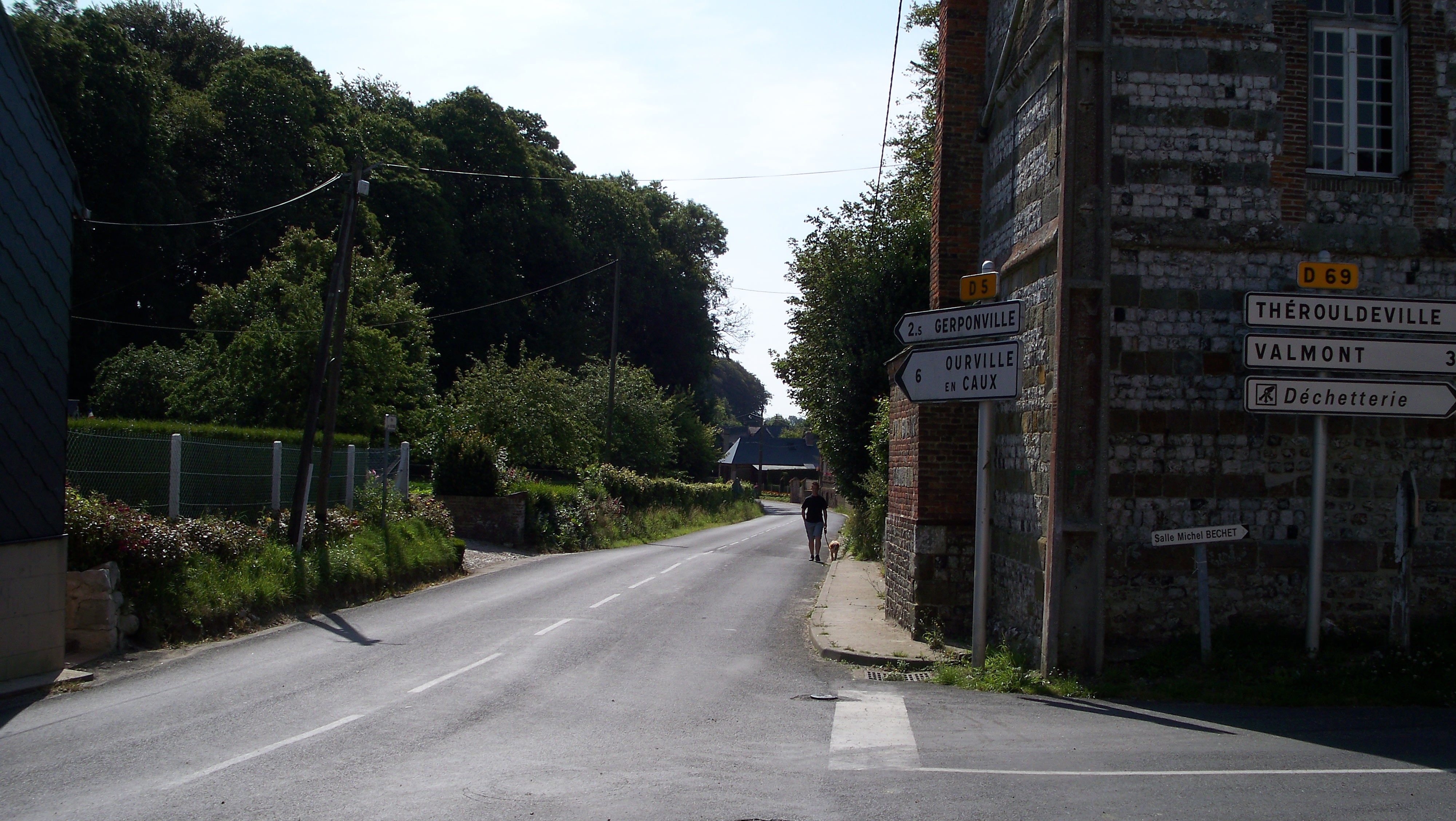
Une rue à Theuville.

### Géologie et relief
Le plateau cauchois, dont fait partie Theuville-aux-Maillots, appartient à l'ensemble géologique du Bassin parisien, formé à l'ère secondaire. Le sous-sol est donc formé d’une grande épaisseur de craie couverte d'une couche d'argile à silex et d'un limon fertile.
L'altitude moyenne est de 95 m avec un minimum de 58 m et un maximum de 132 m. La mairie est située sur une hauteur de 110 m.

### Hydrographie
La commune est située dans le bassin Seine-Normandie. Elle n'est drainée par aucun cours d'eau,. Néanmoins, plusieurs en sont limitrophes du territoire : la Durdent vers Cany-Barville et le Valmont au sud-ouest.
Theuville-aux-Maillots est à environ 6 km de la mer. La plage la plus proche est celle des Petites Dalles à 6,7 km.

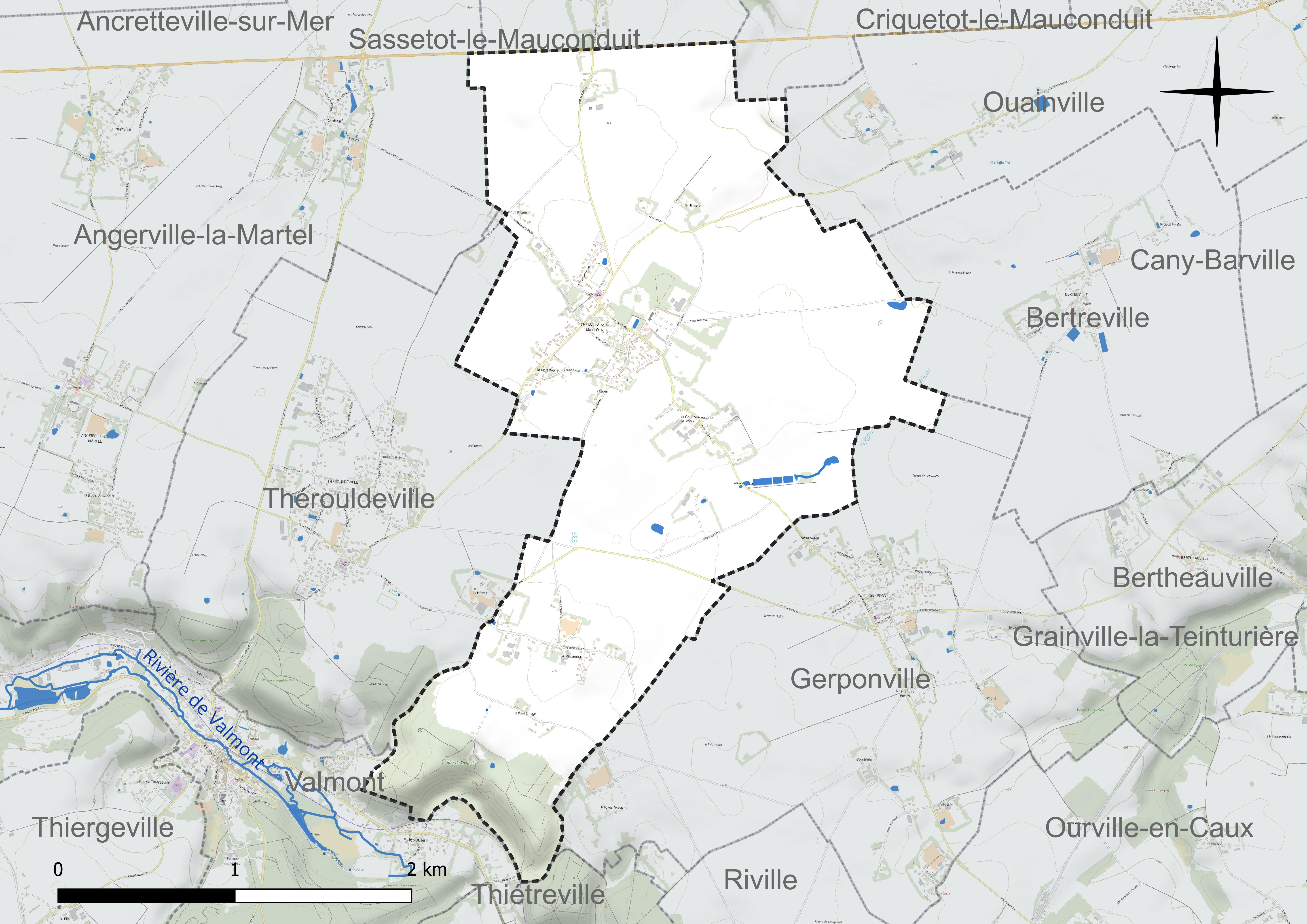
Réseau hydrographique de Theuville-aux-Maillots.

### Climat
Pour des articles plus généraux, voir Climat de la Normandie et Climat de la Seine-Maritime.
En 2010, le climat de la commune est de type climat océanique franc, selon une étude du CNRS s'appuyant sur une série de données couvrant la période 1971-2000. En 2020, Météo-France publie une typologie des climats de la France métropolitaine dans laquelle la commune est exposée à un climat océanique et est dans la région climatique Côtes de la Manche orientale, caractérisée par un faible ensoleillement (1 550 h/an) ; forte humidité de l’air (plus de 20 h/jour avec humidité relative > 80 % en hiver), vents forts fréquents. Parallèlement le GIEC normand, un groupe régional d’experts sur le climat, différencie quant à lui, dans une étude de 2020, trois grands types de climats pour la région Normandie, nuancés à une échelle plus fine par les facteurs géographiques locaux. La commune est, selon ce zonage, exposée à un « climat maritime », correspondant au Pays de Caux, frais, humide et pluvieux, légèrement plus frais que dans le Cotentin.
Pour la période 1971-2000, la température annuelle moyenne est de 10,3 °C, avec une amplitude thermique annuelle de 12,8 °C. Le cumul annuel moyen de précipitations est de 894 mm, avec 13,1 jours de précipitations en janvier et 8,9 jours en juillet. Pour la période 1991-2020, la température moyenne annuelle observée sur la station météorologique la plus proche, située sur la commune d'Ectot-lès-Baons à 23 km à vol d'oiseau, est de 10,8 °C et le cumul annuel moyen de précipitations est de 905,5 mm,. Pour l'avenir, les paramètres climatiques de la commune estimés pour 2050 selon différents scénarios d’émission de gaz à effet de serre sont consultables sur un site dédié publié par Météo-France en novembre 2022.

## Urbanisme

### Typologie
Au 1er janvier 2024, Theuville-aux-Maillots est catégorisée bourg rural, selon la nouvelle grille communale de densité à sept niveaux définie par l'Insee en 2022.
Elle est située hors unité urbaine. Par ailleurs la commune fait partie de l'aire d'attraction de Fécamp, dont elle est une commune de la couronne,. Cette aire, qui regroupe 26 communes, est catégorisée dans les aires de moins de 50 000 habitants,.

### Occupation des sols
L'occupation des sols de la commune, telle qu'elle ressort de la base de données européenne d’occupation biophysique des sols Corine Land Cover (CLC), est marquée par l'importance des territoires agricoles (87,1 % en 2018), une proportion identique à celle de 1990 (87,1 %). La répartition détaillée en 2018 est la suivante : 
terres arables (76 %), forêts (7,2 %), zones agricoles hétérogènes (7 %), zones urbanisées (5,7 %), prairies (4,1 %). L'évolution de l’occupation des sols de la commune et de ses infrastructures peut être observée sur les différentes représentations cartographiques du territoire : la carte de Cassini (XVIIIe siècle), la carte d'état-major (1820-1866) et les cartes ou photos aériennes de l'IGN pour la période actuelle (1950 à aujourd'hui).

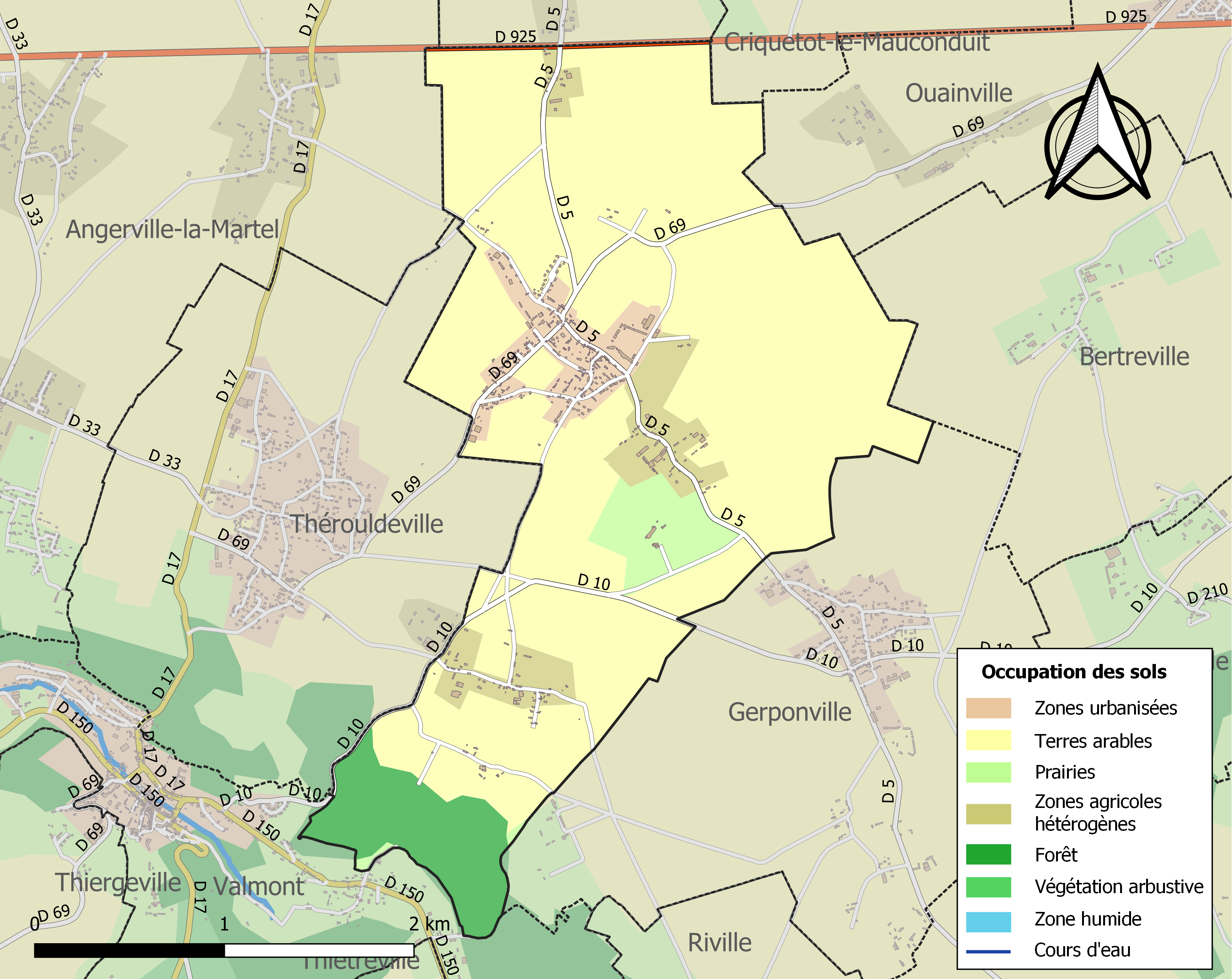
Carte des infrastructures et de l'occupation des sols de la commune en 2018 (CLC).

### Logement
En 2008, on dénombrait un total de 203 maisons reparties en 168 résidences principales, 22 résidences secondaires et 12 logements vacants. La majorité de ces lotissements ont été construits avant 1949. Il y a 381 personnes qui en étaient propriétaires et 78 qui en étaient locataires dont 11 gratuitement.
|                        | 1968 | 1975 | 1982 | 1990 | 1999 | 2008 |
| ---------------------- | ---- | ---- | ---- | ---- | ---- | ---- |
| Résidences principales | 140  | 135  | 133  | 139  | 135  | 168  |
| Résidences secondaires | 14   | 19   | 22   | 25   | 27   | 22   |
| Résidences vacants     | 6    | 6    | 9    | 10   | 10   | 12   |

## Toponymie
Le nom de la localité est attesté sous les formes Teoville puis Touvillam au XIIe siècle, puis Teuvilla, en 1240.
Il s'agit d'une formation toponymique médiévale en -ville au sens ancien de « domaine rural ». Le premier élément Theu- représente l'anthroponyme germanique Teodulfus (forme latinisée, comprendre Theudulf / Thiodulf). Le déterminant -aux-Maillots est attesté à partir de 1336 et évoque la famille seigneuriale des Maillots, il s'agirait d'un certain Richard des Malloz vers 1210.

## Histoire
Plusieurs campagnes de fouilles protohistoriques ont eu lieu à Theuville-aux-Maillots.

### Époque Romaine
Des vases antiques en terre rouge ont été retrouvés, preuves d'une occupation des terres à l'époque.

### Moyen Âge et Ancien Régime
Au Moyen Âge, la commune fait partie du Duché de Normandie.
Les Maillots ou Maillets est la famille seigneuriale qui possède les terres.
Nicolas, époux de Renée le Nud, a résidé à Theuville-aux-Maillots vers 1538.
En 1753, Pierre Papavoine de Canappeville, chanoine de Rouen, possédait la seigneurie de Theuville-aux-Maillots.
Le 17 janvier 1776, Guillaume Lecomte, berger de profession, meurt en la paroisse île Theuville-aux-Maillots âgé de cent dix ans,,.

### Époque moderne
Lors de la Seconde Guerre mondiale, le canton dont faisait partie la commune comptait 15 justes parmi les nations du département.

## Politique et administration

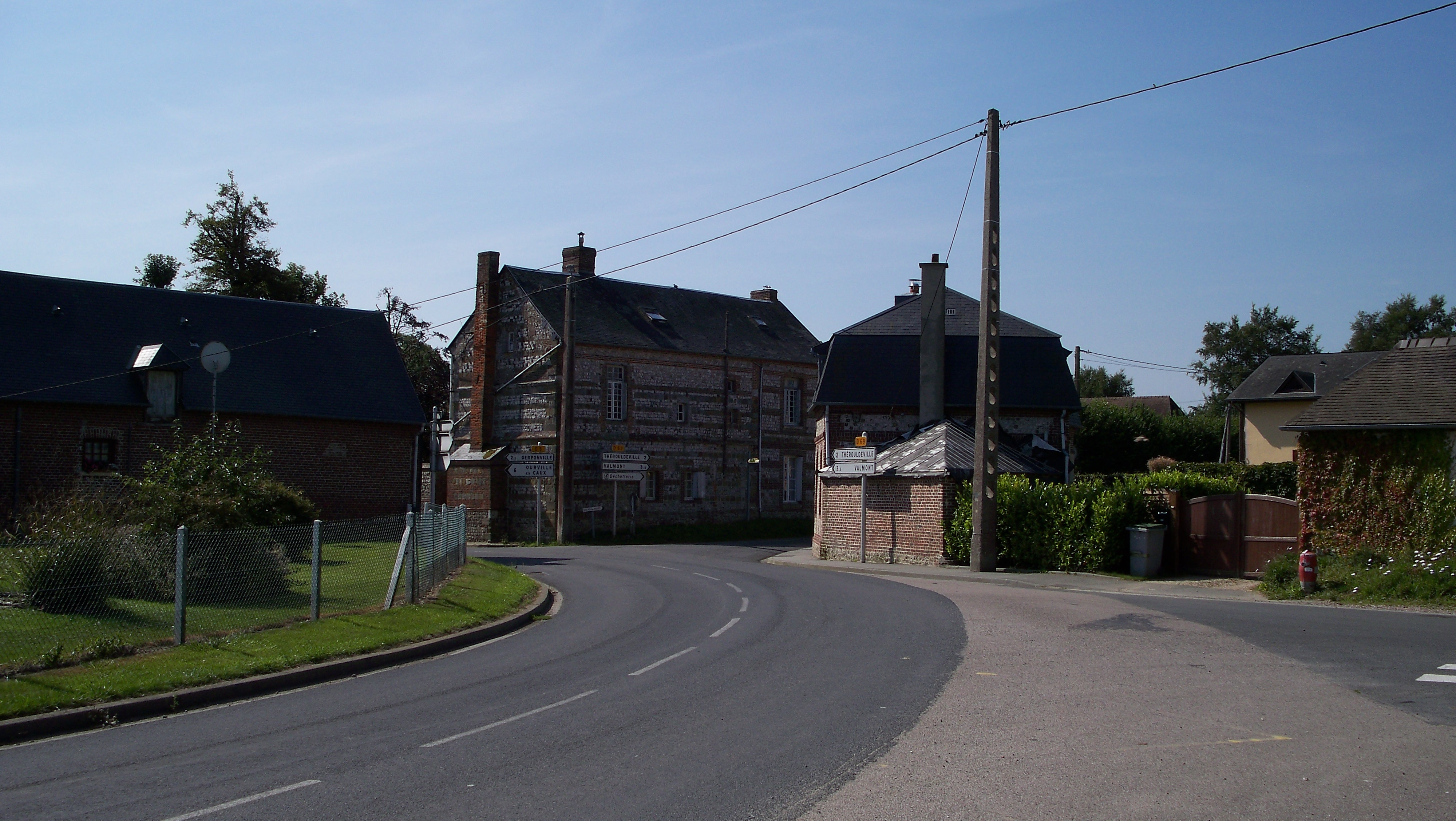
Une rue du village.

### Rattachements administratifs et électoraux
Rattachements administratifs
La commune se trouve depuis 1926 dans l'arrondissement du Havre du département de la Seine-Maritime.
Elle faisait partie depuis 1801 du canton de Valmont. Dans le cadre du redécoupage cantonal de 2014 en France, cette circonscription administrative territoriale a disparu, et le canton n'est plus qu'une circonscription électorale.
Dans le domaine judiciaire, la commune relève du Havre qui possède un tribunal d'instance et de grande instance, d'un tribunal de commerce, d'un conseil des prud'hommes et d'un tribunal pour enfants. Pour le deuxième degré de juridiction, elle dépend de la Cour d'appel de Rouen. En matière de contentieux administratif, elle est du ressort du tribunal administratif de Rouen et de la cour administrative d'appel de Douai.
Rattachements électoraux
Pour les élections départementales, la commune fait partie depuis 2014 du canton de Fécamp
Pour l'élection des députés, elle fait partie de la neuvième circonscription de la Seine-Maritime .

### Intercommunalité
Theuville-aux-Maillots était membre de la communauté de communes du canton de Valmont, un établissement public de coopération intercommunale (EPCI) à fiscalité propre créé en 2000.
Dans le cadre de l'approfondissement de la coopération intercommunale prévu par la Loi portant nouvelle organisation territoriale de la République (Loi NOTRe) du 7 août 2015, cette intercommunalité a fusionné le 1er janvier 2017 au sein de la communauté d'agglomération de Fécamp Caux Littoral dont la commune est désormais membre

### Administration municipale
Le conseil municipal est composé de onze membres conformément à l’article L2121-2 du Code général des collectivités territoriales.

### Liste des maires
| Période                                  | Période                    | Identité         | Étiquette | Qualité                                                                    |
| ---------------------------------------- | -------------------------- | ---------------- | --------- | -------------------------------------------------------------------------- |
| Les données manquantes sont à compléter. |                            |                  |           |                                                                            |
| juin 1995                                | mars 2001                  | Roger Bortelle   |           | Chevalier dans l'ordre national du Mérite Chevalier de la Légion d'honneur |
| mars 2001                                | juin 2013                  | Gilbert Lepont   |           | Principal de collège Démissionnaire                                        |
| septembre 2013                           | En cours (au 10 août 2020) | Thérèse Affagard |           | Réélue pour le mandat 2020-2026                                            |

### Jumelages
Au 1er janvier 2011, Theuville-aux-Maillots n'est jumelée avec aucune commune.

## Équipements et services publics

### Enseignement

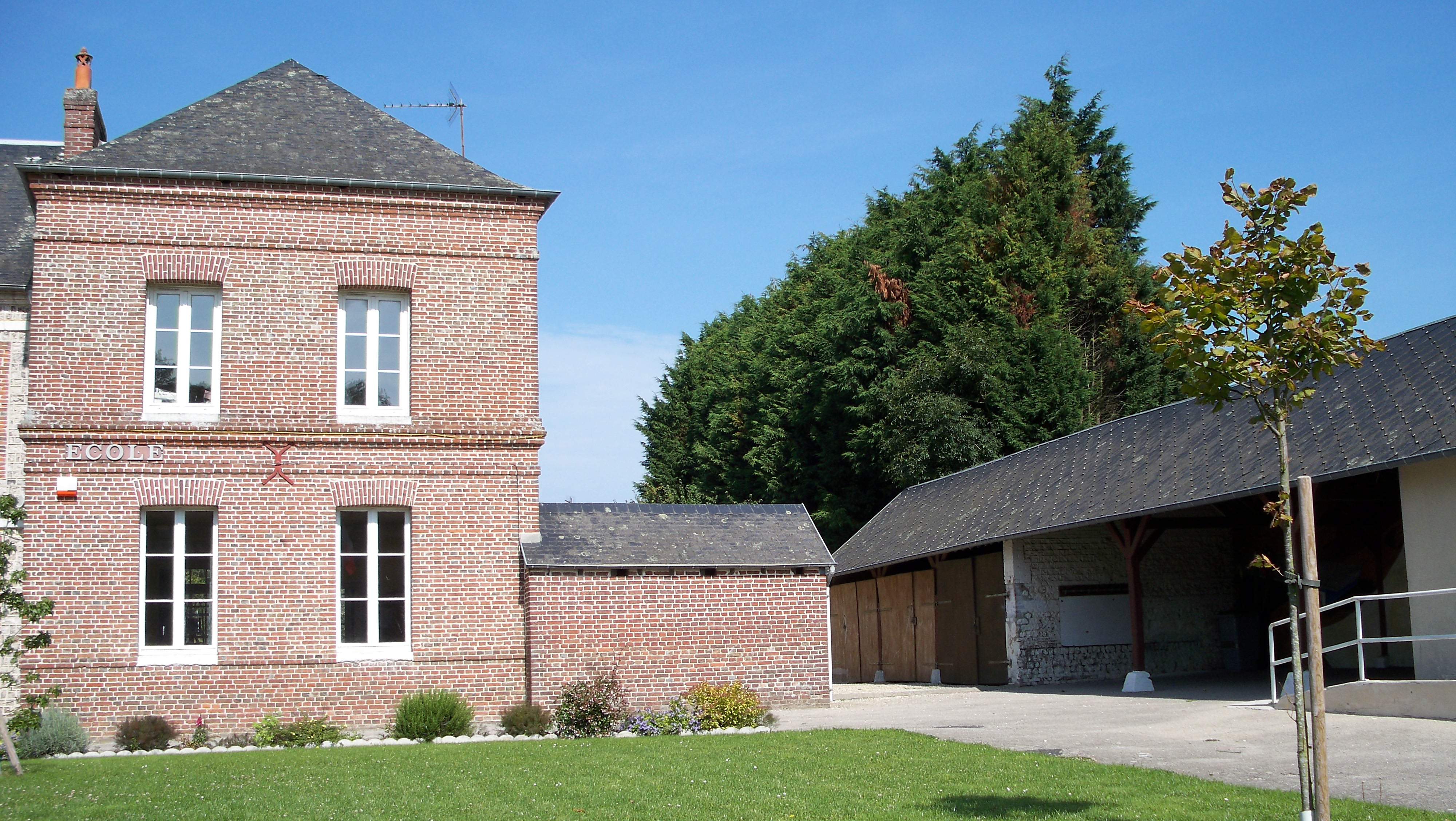
L'école.

Theuville-aux-Maillots est située dans l'académie de Normandie. La commune administre une école élémentaire publique. Le collège le plus proche est localisé à Valmont et les lycées se trouvent dans les environs de Fécamp.

### Santé
Il n'y a ni médecin ni infirmier à Theuville-aux-Maillots. Les plus proches sont situés dans les communes de Valmont et de Sassetot-le-Mauconduit à environ 3 km ou 4 km. Le centre hospitalier le plus rapproché celui de Fécamp.

## Population et société

### Démographie

#### Évolution démographique
L'évolution du nombre d'habitants est connue à travers les recensements de la population effectués dans la commune depuis 1793. Pour les communes de moins de 10 000 habitants, une enquête de recensement portant sur toute la population est réalisée tous les cinq ans, les populations de référence des années intermédiaires étant quant à elles estimées par interpolation ou extrapolation. Pour la commune, le premier recensement exhaustif entrant dans le cadre du nouveau dispositif a été réalisé en 2005.

En 2022, la commune comptait 525 habitants, en évolution de −4,55 % par rapport à 2016 (Seine-Maritime : +0,35 %, France hors Mayotte : +2,11 %).
| 1793 | 1800 | 1806 | 1821 | 1831 | 1836  | 1841  | 1846 | 1851 |
| ---- | ---- | ---- | ---- | ---- | ----- | ----- | ---- | ---- |
| 812  | 849  | 891  | 919  | 995  | 1 027 | 1 016 | 964  | 972  |

| 1856 | 1861 | 1866 | 1872 | 1876 | 1881 | 1886 | 1891 | 1896 |
| ---- | ---- | ---- | ---- | ---- | ---- | ---- | ---- | ---- |
| 908  | 907  | 885  | 885  | 834  | 766  | 774  | 756  | 677  |

| 1901 | 1906 | 1911 | 1921 | 1926 | 1931 | 1936 | 1946 | 1954 |
| ---- | ---- | ---- | ---- | ---- | ---- | ---- | ---- | ---- |
| 686  | 641  | 613  | 517  | 509  | 504  | 505  | 574  | 529  |

| 1962 | 1968 | 1975 | 1982 | 1990 | 1999 | 2005 | 2006 | 2010 |
| ---- | ---- | ---- | ---- | ---- | ---- | ---- | ---- | ---- |
| 518  | 470  | 423  | 411  | 416  | 378  | 421  | 432  | 492  |

| 2015 | 2020 | 2022 | - | - | - | - | - | - |
| ---- | ---- | ---- | - | - | - | - | - | - |
| 548  | 535  | 525  | - | - | - | - | - | - |

#### Pyramide des âges
En 2018, le taux de personnes d'un âge inférieur à 30 ans s'élève à 38,9 %, soit au-dessus de la moyenne départementale (36,5 %). À l'inverse, le taux de personnes d'âge supérieur à 60 ans est de 21,0 % la même année, alors qu'il est de 26,0 % au niveau départemental.
En 2018, la commune comptait 269 hommes pour 279 femmes, soit un taux de 50,91 % de femmes, légèrement inférieur au taux départemental (51,90 %).
Les pyramides des âges de la commune et du département s'établissent comme suit.
| Hommes | Classe d’âge | Femmes |
| ------ | ------------ | ------ |
| 0,0    | 90 ou +      | 0,4    |
| 3,8    | 75-89 ans    | 8,1    |
| 15,2   | 60-74 ans    | 14,3   |
| 22,4   | 45-59 ans    | 17,6   |
| 20,2   | 30-44 ans    | 20,2   |
| 14,4   | 15-29 ans    | 16,9   |
| 24,0   | 0-14 ans     | 22,4   |

| Hommes | Classe d’âge | Femmes |
| ------ | ------------ | ------ |
| 0,7    | 90 ou +      | 1,8    |
| 6,7    | 75-89 ans    | 9,6    |
| 16,7   | 60-74 ans    | 18     |
| 19,4   | 45-59 ans    | 19     |
| 18,5   | 30-44 ans    | 17,5   |
| 19,2   | 15-29 ans    | 17,4   |
| 18,9   | 0-14 ans     | 16,7   |

### Sports

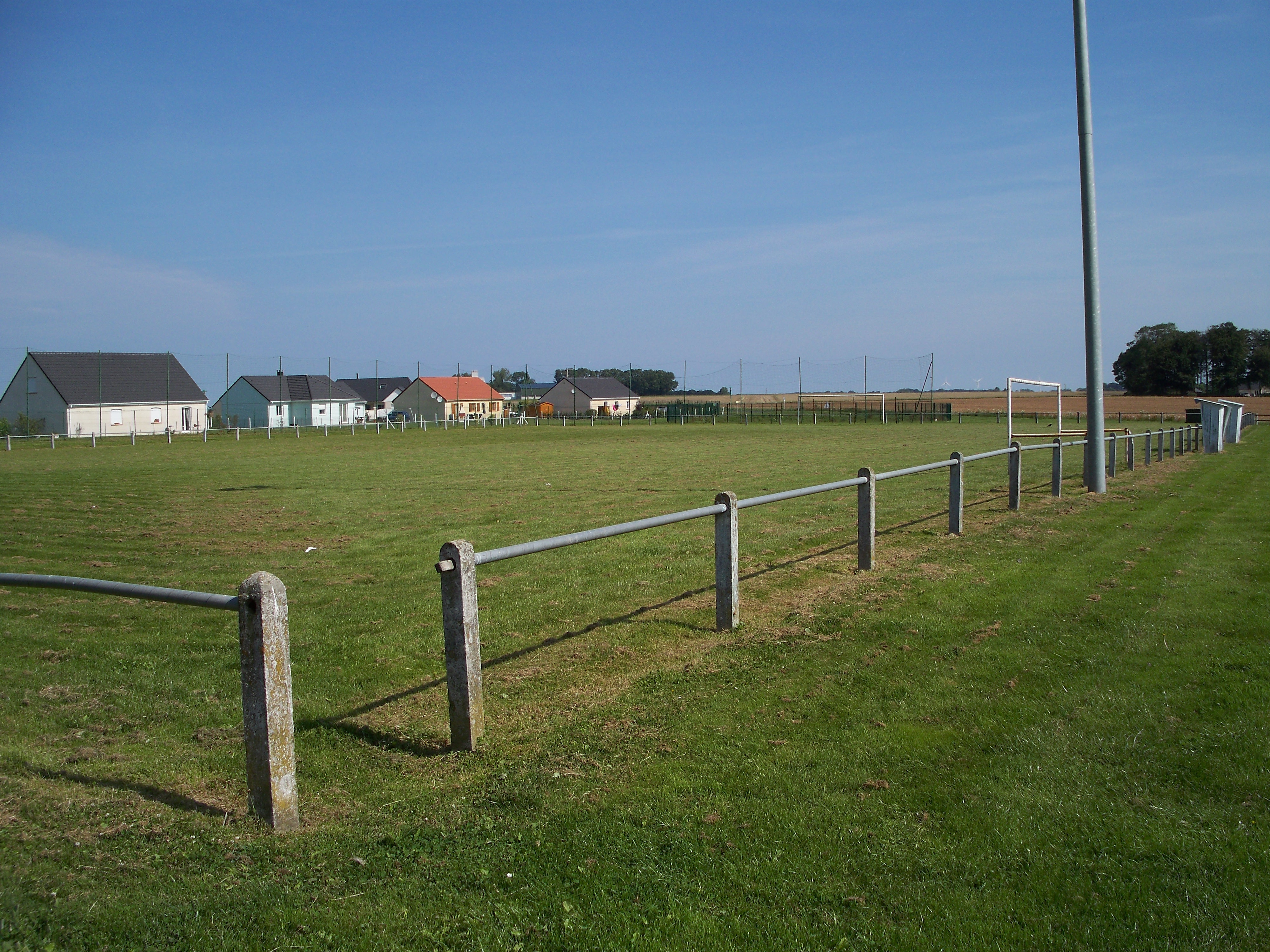
Le stade.

Le village dispose d'un stade permettant la pratique des sports collectifs dont le football et l'athlétisme.

### Lieux de cultes
Le culte catholique est célébré en l'église Saint-Maclou qui dépend du diocèse du Havre.

## Économie

### Revenus de la population et fiscalité
En 2008, le revenu fiscal médian par ménage était de 14 900 €, ce qui plaçait Theuville-aux-Maillots au 14 900e rang parmi les 31 604 communes de plus de 50 ménages en métropole.

### Emploi
Selon les résultats du recensement de 2008, la population active (15-64 ans) de la commune compte 206 personnes, soit 73,8 %, ce taux est de 70,2 % au niveau départemental. Les 15-64 ans représentent 7,0 % de chômeurs, 66,8 % de personnes ayant un emploi et 26,8 % d'inactifs. Les inactifs se répartissent de la façon suivante : les retraités ou préretraités représentent 9,7 % de la population active, les scolarisés 4,4 %, les autres inactifs 12,1 %.
En 2008, le taux de chômage (au sens du recensement) parmi les actifs de la commune est de 9,5 %, en diminution par rapport à 1999 (13,6 %). Au 31 décembre 2010, on compte 26 personnes à la recherche d'un emploi dont 11 chômeurs de longue durée.
Sur les 189 personnes actives de plus de 15 ans ayant un emploi, 27 travaillent dans cette commune.

### Entreprises et commerces
Au 1er janvier 2010, le village de Theuville-aux-Maillots compte neuf entreprises hors agriculture et une entreprise individuelle de construction a été créée sur le territoire.
Répartition des entreprises par domaines d'activité
|                             | Ensemble | Industrie | Construction | Commerce et services divers | Secteur public |
| --------------------------- | -------- | --------- | ------------ | --------------------------- | -------------- |
| Nombre d'établissements     | 9        | 1         | 2            | 6                           | 0              |
| %                           | 100 %    | 11,1 %    | 22,2 %       | 66,7 %                      | 0,0 %          |
| Sources des données : INSEE |          |           |              |                             |                |

### Agriculture
Au niveau agriculture, la commune compte 7 établissements actifs et 987 ha de superficies agricoles, généralement utilisés pour l'exploitation des bovins et volailles.

## Culture locale et patrimoine

### Lieux et monuments

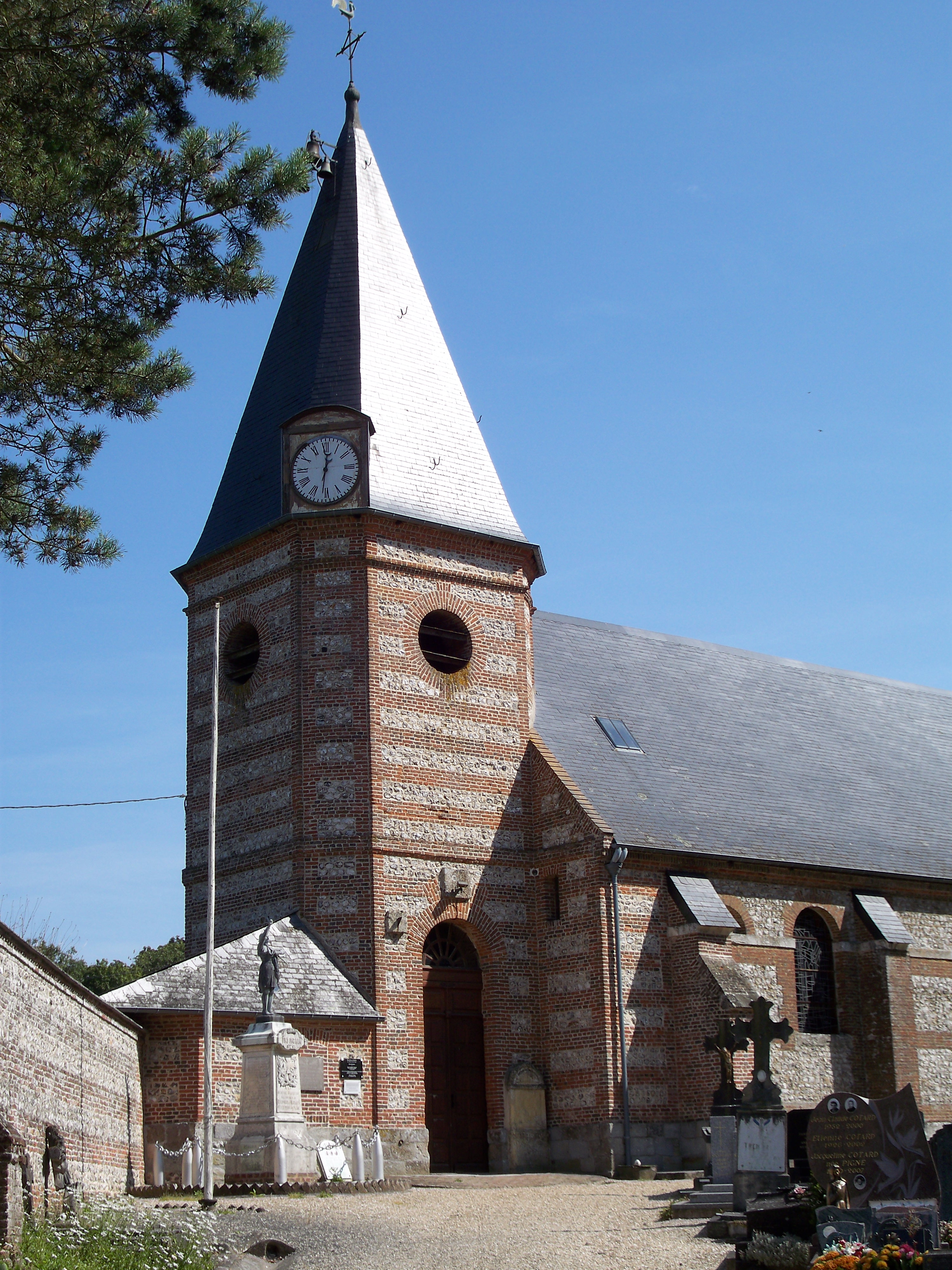
L'église Saint-Maclou

- L'église Saint-Maclou de Theuville-aux-Maillots a été bâtie au XIXe siècle à l’époque où la brique prédomine dans les édifices religieux, avec des constructions en rouge-barre et des contreforts en briques[44].
- La commune comptait un ancien château datant du XVIe siècle. Deux tours sont un vestige de l'ancien château médiéval.
- Monument aux morts.
- Plaque commémorant Louis Vincent, soldat de Napoléon, mort en 1813.
- Plaque commémorant les victimes de la mer.

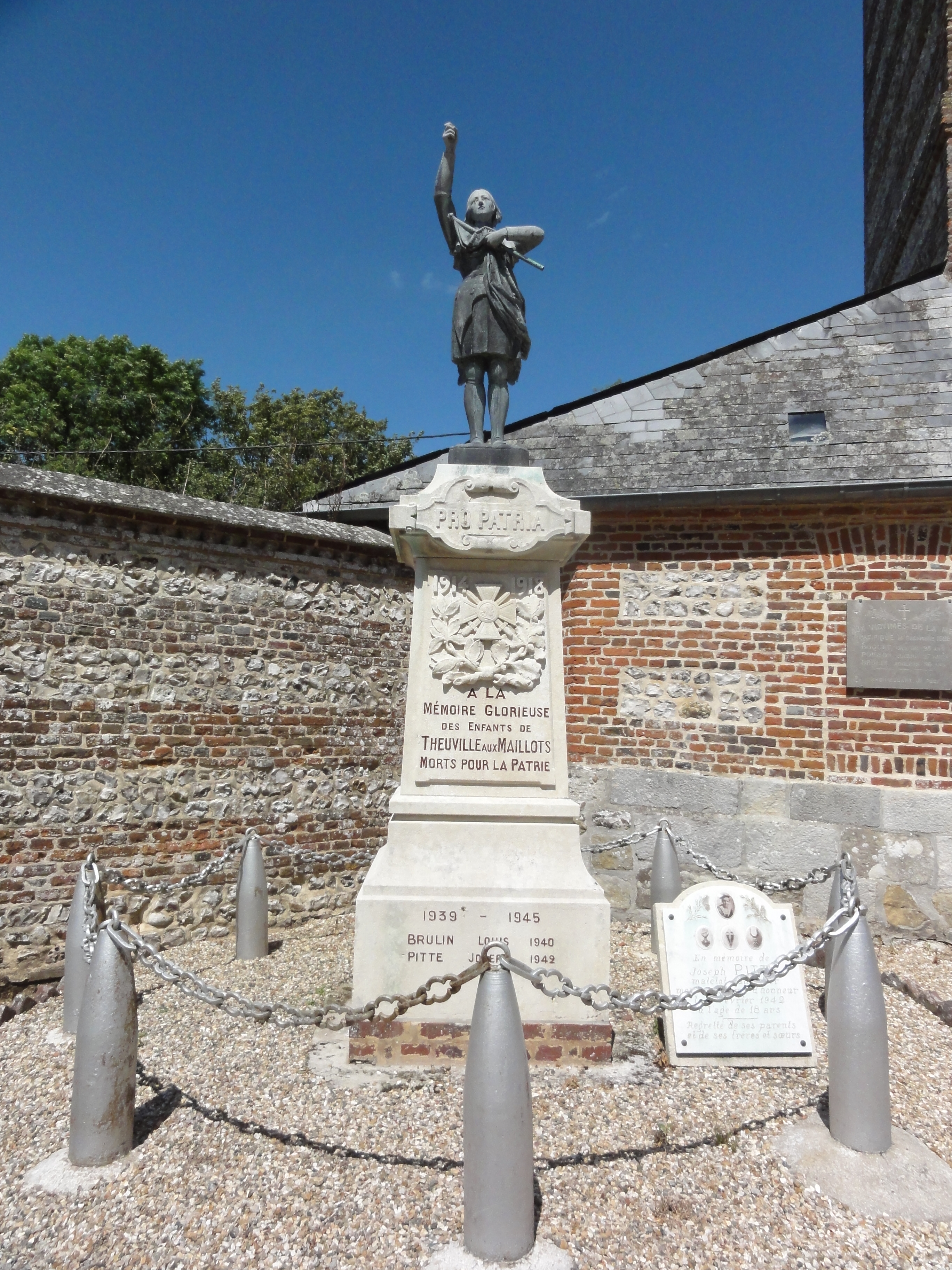
Le monument aux morts.
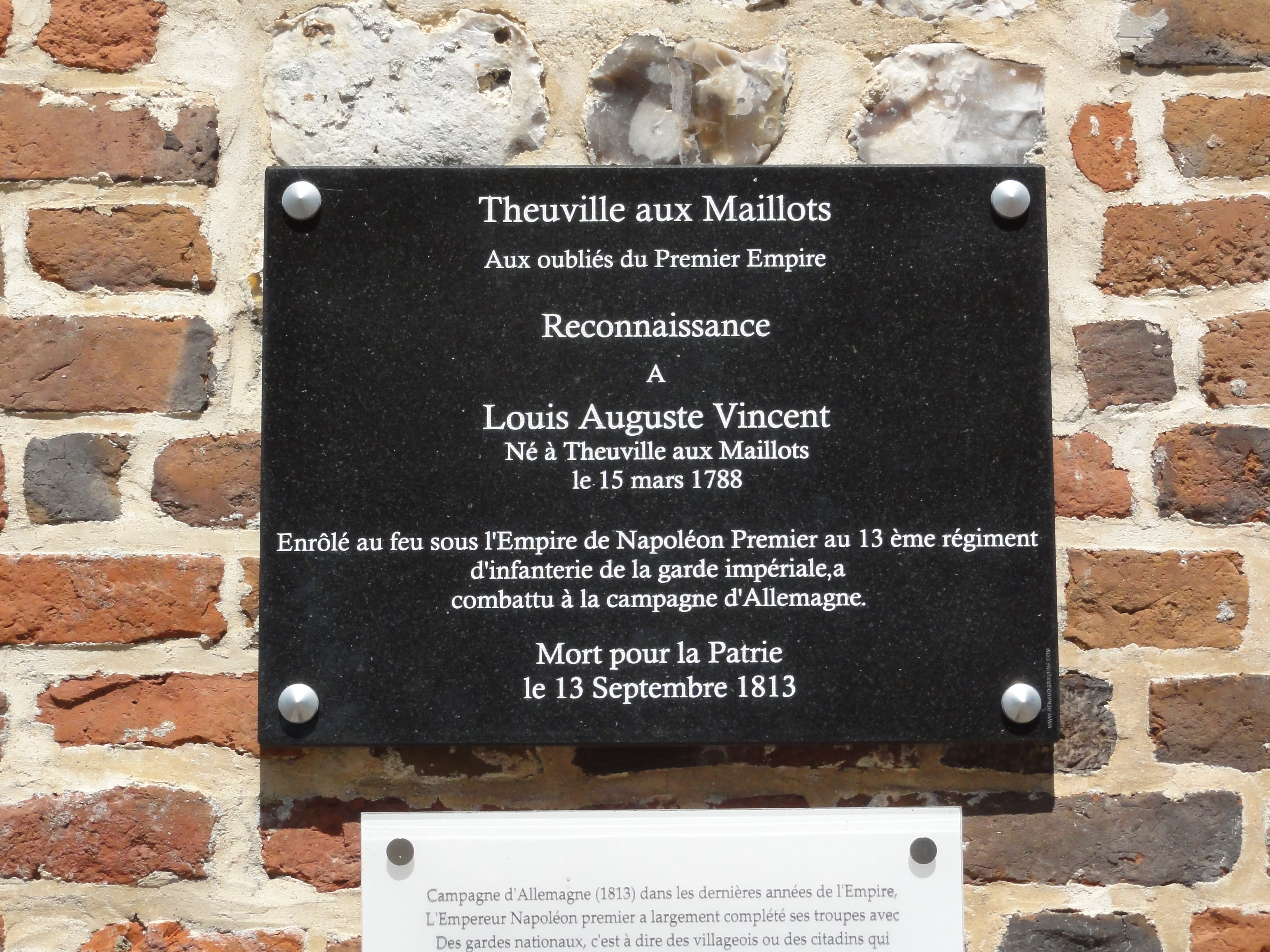
Plaque mémorial soldat de Napoléon.
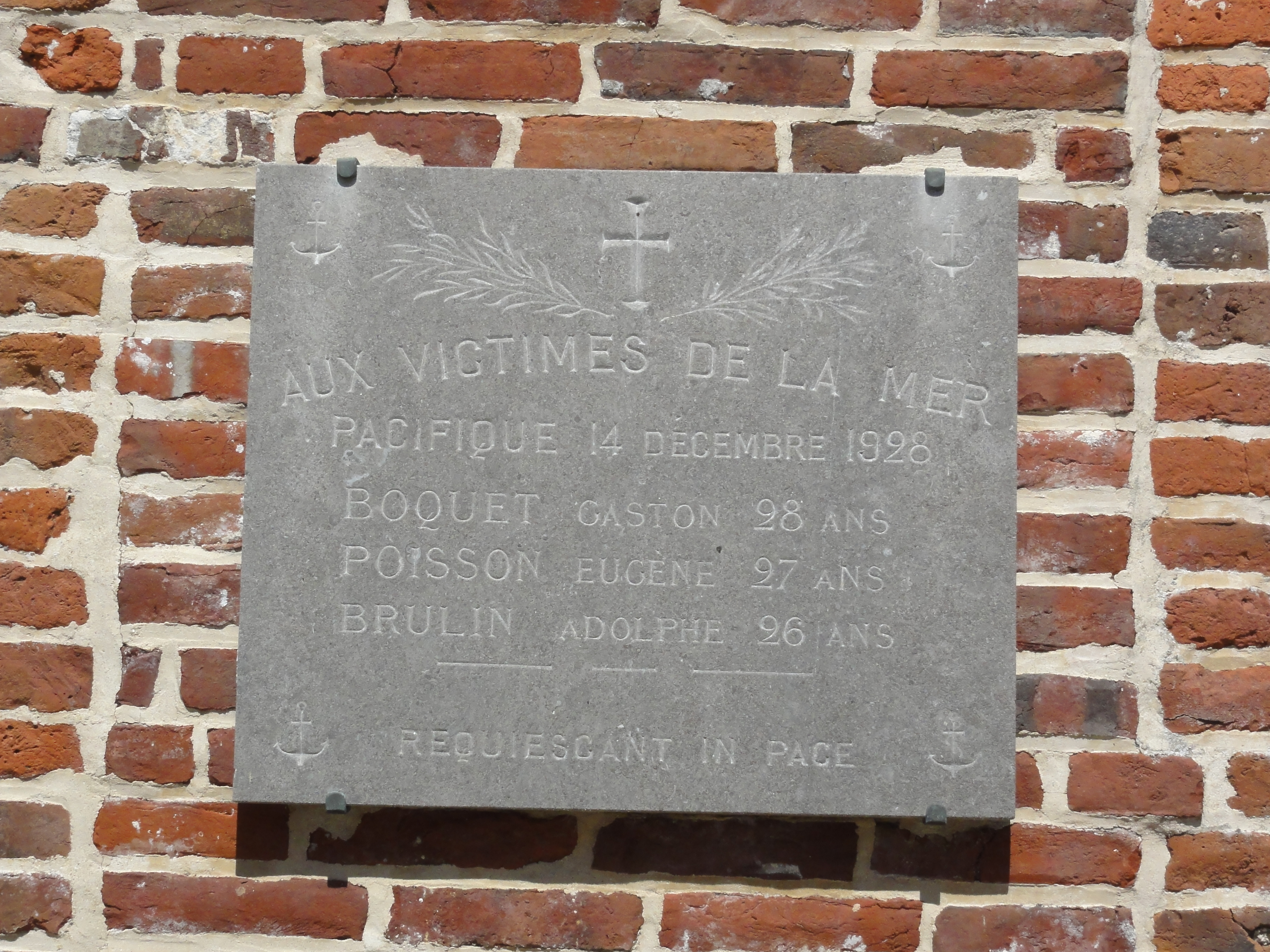
Plaque mémorial victimes de la mer.
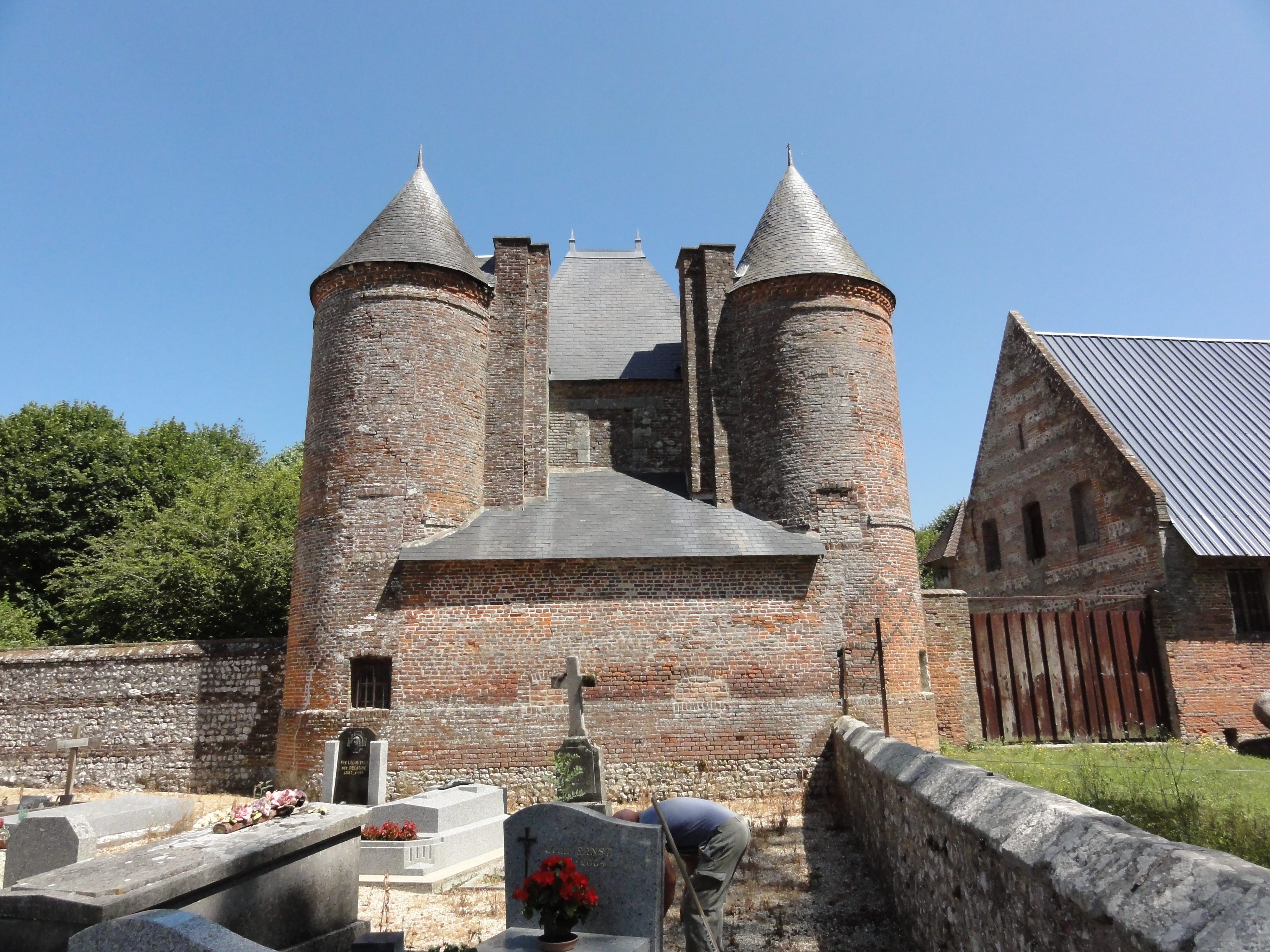
Deux tours, vestige du château.
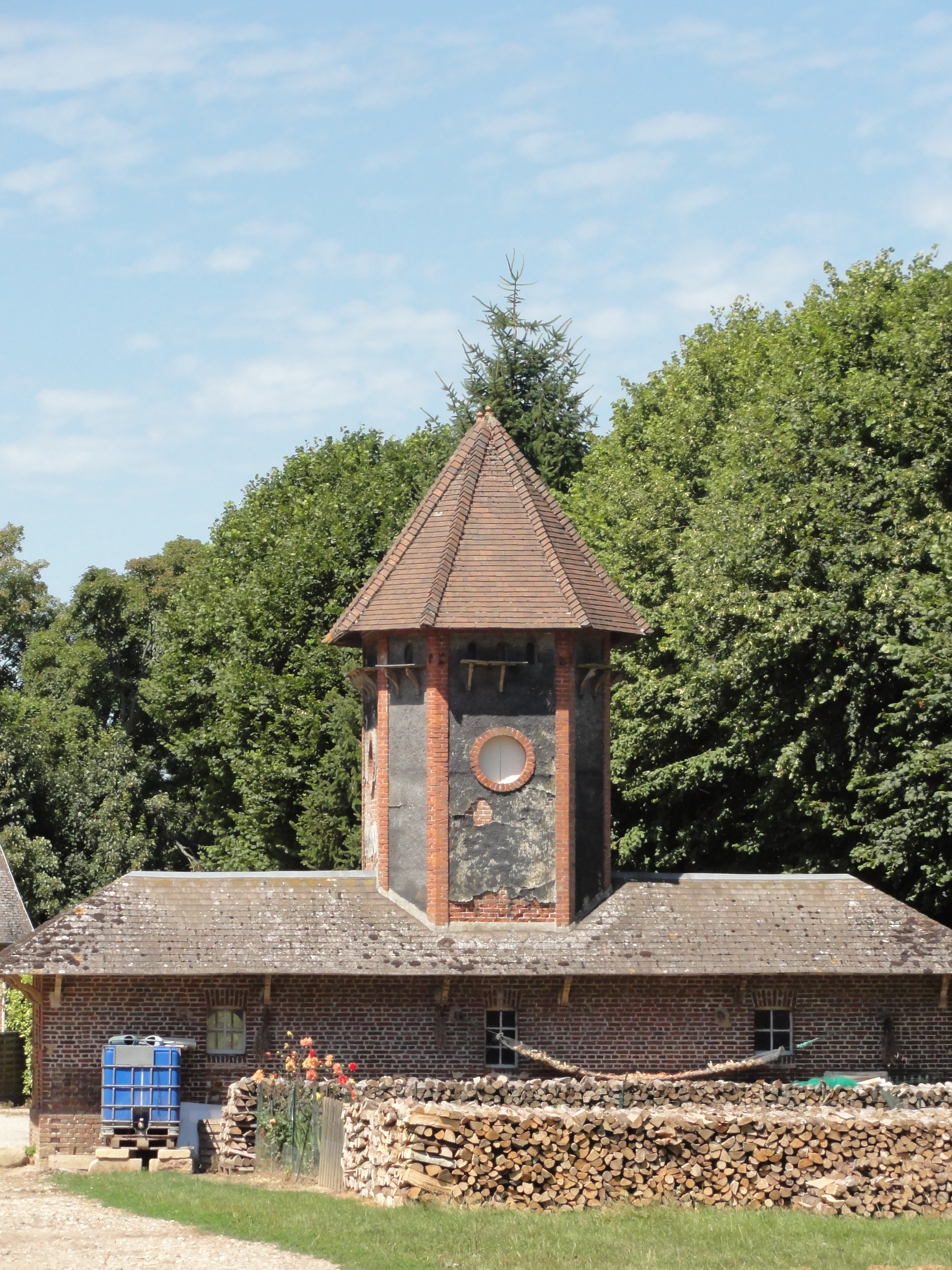
Le pigeonnier.

### Héraldique, logotype et devise
| Armes de Theuville-aux-Maillots | Les armes de la commune de Theuville-aux-Maillots se blasonnent ainsi : D'argent au marronnier arraché de sinople; au chef d'azur chargé de deux épis de blé d'or, les tiges passées en sautoir. |

## Pour approfondir